# Kyshawn George
Kyshawn Shanty Alonzo George (Aigle, 12 dicembre 2003) è un cestista svizzero con cittadinanza canadese.

## Biografia
Suo padre Deon e suo fratello Jamal sono entrambi cestisti. È il terzo cestista svizzero ad essere scelto al Draft NBA dopo Thabo Sefolosha e Clint Capela.

## Statistiche

### College
| Anno      | Squadra          | PG | PT | MP   | TC%  | 3P%  | TL%  | RP  | AP  | PRP | SP  | PP  |
| --------- | ---------------- | -- | -- | ---- | ---- | ---- | ---- | --- | --- | --- | --- | --- |
| 2023-2024 | Miami Hurricanes | 31 | 16 | 23,0 | 42,6 | 40,8 | 77,8 | 3,0 | 2,2 | 0,9 | 0,4 | 7,6 |
| Carriera  | Carriera         | 31 | 16 | 23,0 | 42,6 | 40,8 | 77,8 | 3,0 | 2,2 | 0,9 | 0,4 | 7,6 |

### NBA

#### Regular Season
| Anno      | Squadra       | PG | PT | MP   | TC%  | 3P%  | TL%  | RP  | AP  | PRP | SP  | PP  |
| --------- | ------------- | -- | -- | ---- | ---- | ---- | ---- | --- | --- | --- | --- | --- |
| 2024-2025 | Wash. Wizards | 68 | 38 | 26,5 | 37,2 | 32,2 | 75,3 | 4,2 | 2,5 | 1,0 | 0,7 | 8,7 |
| Carriera  | Carriera      | 68 | 38 | 26,5 | 37,2 | 32,2 | 75,3 | 4,2 | 2,5 | 1,0 | 0,7 | 8,7 |